# 奇特图尔-塔塔芒格阿拉姆
奇特图尔-塔塔芒格阿拉姆（Chittur-Thathamangalam），是印度喀拉拉邦Palakkad县的一个城镇。总人口31884（2001年）。

## 人口
该地2001年总人口31884人，其中男性15528人，女性16356人；0—6岁人口2899人，其中男1483人，女1416人；识字率78.92%，其中男性为83.62%，女性为74.46%。